# Liste de peintures de Théodore Chassériau
Cette page fournit une liste chronologique non exhaustive de peintures de Théodore Chassériau (1819-1856)

## De 1835 à 1849
| Image | Thème        | Titre | Date         | Technique                            | Dimensions       | Lieu de Conservation                     | Référence             |
| ----- | ------------ | --- | ------------ | ------------------------------------ | ---------------- | ---------------------------------------- | --------------------- |
|       | Portrait     | Benoît Chassériau | 1832         | huile sur toile                      | 65 × 154 cm      | Paris, musée du Louvre                   | Base Joconde          |
|       | Portrait     | Autoportrait | 1835         | huile sur toile                      | 99 × 182 cm      | Paris, musée du Louvre                   | Musée                 |
|       | Portrait     | Aline Chassériau | 1835         | huile sur toile                      | 92 × 174 cm      | Paris, musée du Louvre                   | Musée                 |
|       | Portrait     | Prosper Marilhat | 1835         | huile sur toile                      | 129 × 198 cm     | Paris, musée du Louvre                   | Musée                 |
|       | Portrait     | Ernest Chassériau | 1835         | huile sur toile                      | 92 × 173 cm      | Paris, musée du Louvre                   | Musée                 |
|       | Biblique     | Homme et femme nue tenant deux enfants : Caïn maudit                                                                          | 1836         | aquarelle et crayon                  | 19 × 25 cm       | Paris, musée du Louvre                   | RMN                   |
|       | Biblique     | La Punition de Caïn | 1836         | huile sur toile                      | 121 × 163 cm     | Collection privée, Vente 2009            | Catalogue Christie's  |
|       | Portrait     | L'Enfant et la Poupée | 1836         | Huile sur toile                      | 79 × 57 cm       | Collection privée                        |                       |
|       | Biblique     | Retour de l'enfant prodigue                                                                                                   | 1836         | Huile sur toile                      | 170 × 129 cm     | Musée des Beaux-Arts de La Rochelle      | Musée                 |
|       | Nu           | Etude de nègre | 1836         | Huile sur toile                      | 55 × 73 cm       | Musée Ingres, Montauban                  | Base Joconde          |
|       | Portrait     | Marie-Madeleine Chasseriau | 1836         | Huile sur toile                      | 102 × 182 cm     | Musée du Louvre, Paris                   | Base Joconde          |
|       | Biblique     | Ruth et Booz | 1837 (salon) | Huile sur toile                      |                  | non documenté                            | Biographie            |
|       | Mythologie   | Vénus marine dite Vénus anadyomène                                                                                            | 1838         | huile sur toile                      | 65 × 55 cm       | Paris, musée du Louvre                   | Musée                 |
|       | Autoportrait | Portrait de l'artiste tenant une palette                                                                                      | 1838         | huile sur toile                      | 73 × 59 cm       | Paris, musée du Louvre                   | Base Joconde          |
|       | Histoire     | Scène des guerres gauloises: l'éduen Littavicus, trahissant la cause romaine, s'enfuit à Gergovie pour soutenir Vercingétorix | 1838-1840    | huile sur toile                      | 34 × 45 cm       | Metropolitan Museum of Art, New York     | Musée                 |
|       | Biblique     | Suzanne au bain | 1839         | huile sur toile                      | 255 × 196 cm     | Paris, musée du Louvre                   | Base Joconde          |
|       | Portrait     | Jeune garçon, le broyeur de couleur de l'artiste                                                                              | 1839         | huile sur toile                      | 46 × 37 cm       | Paris, musée du Louvre                   | Base Joconde          |
|       | Mythologie   | Andromède attachée au rocher par les Néréides                                                                                 | 1840         | huile sur toile                      | 92 × 74 cm       | Paris, musée du Louvre                   | Musée                 |
|       | Portrait     | Jeune Moine | 1840 vers    | huile sur toile                      | 22 × 16 cm       | Detroit Institute of Arts                | Musée                 |
|       | Religieux    | Le Christ au jardin des oliviers                                                                                              | 1840         | huile sur toile                      | 452 × 357 cm     | musée des beaux-arts de Lyon             | Musée                 |
|       | Mythologie   | Diane et Actéon | 1840         | aquarelle gouachée                   | 15 × 21 cm       | Cabinet des dessins, Louvre              | Musée                 |
|       | Mythologie   | Diane surprise par Actéon | 1840         | huile sur toile                      | 55 × 74 cm       | Collection privée, Vente Christie's 2006 | Catalogue Christie's  |
|       | Portrait     | Étude de jeune italienne à la boucle d'oreille                                                                                | 1840         | huile sur toile                      | 32 × 30 cm       | Musée de Cambrai                         | Musenor               |
|       | Portrait     | Tête de jeune Italienne vue de profil à droite                                                                                |              | huile sur toile                      | 28 × 24 cm       | Musée des Beaux-Arts de Valenciennes     | Base Joconde          |
|       | Portrait     | Tête d'Italienne (Titre moderne)                                                                                              | 1840-1841    | huile sur toile                      | 30 × 23 cm       | MUDO - Musée de l'Oise, Beauvais         | Base Joconde          |
|       | Portrait     | Une femme italienne étude | 1840         | huile                                | 27 × 22 cm       | Musée des Beaux-Arts de Gand             | Musée                 |
|       | Portrait     | Révérend Père Henri-Dominique Lacordaire                                                                                      | 1841 (salon) | huile sur toile                      | 146 × 107 cm     | Paris, musée du Louvre                   | Musée                 |
|       | Biblique     | Esther se parant pour être présentée à Assuérus dit La toilette d'Esther                                                      | 1841         | huile sur toile                      | 45 × 35 cm       | Paris, musée du Louvre                   | Base Joconde          |
|       | Portrait     | Jeune Femme aux colliers de perles                                                                                            | 1841         | huile sur toile                      | 79 × 65 cm       | Fogg Art Museum of Harvard               | Musée                 |
|       | Portrait     | Comtesse de La Tour-Maubourg (Marie-Louise-Charlotte-Gabrielle Thomas de Pange, 1816–1850)                                    | 1841         | huile sur toile                      | 132 × 95 cm      | Metropolitan Museum of Art, New York     | Musée                 |
|       | Portrait     | Jeune Pâtre des marais pontins                                                                                                | 1841         | huile sur toile                      | 50 × 44 cm       | Musée des Beaux-Arts d'Arras             | Musenor               |
|       | Portrait     | Tête d'Italien (Titre d'usage)                                                                                                | 1840-1841    | huile sur toile                      | 31 × 28 cm       | MUDO - Musée de l'Oise, Beauvais         | Base Joconde          |
|       | Littéraire   | Héro et Léandre, dit Le Poète et la Sirène                                                                                    | 1841 vers    | huile sur toile                      | 59 × 173 cm      | musée du Louvre                          | Base Joconde          |
|       | Religieux    | Conversion de Sainte Marie l'Égyptienne (Trois scènes de la vie de Ste Marie l'Égyptienne)                                    | 1842         | Fresque                              | 132 × 95 cm      | Église Saint-Merri, Paris                | Patrimoine            |
|       | Religieux    | Sainte Marie l'Égyptienne portée en terre (Trois scènes de la vie de Ste Marie l'Égyptienne)                                  | 1842         | Fresque                              |                  | Église Saint-Merri, Paris                | Patrimoine            |
|       | Nu           | La Baigneuse (vue de dos) | 1842         | huile sur toile                      | 100 × 77 cm      | Neue Pinakothek, Munich                  | Musée                 |
|       | Mythologie   | Les Troyennes pleurant la perte d'Anchise                                                                                     | 1842         | huile sur toile marouflée sur carton | 19 × 26 cm       | MUDO - Musée de l'Oise, Beauvais         | Musée                 |
|       | Religieux    | Descente de Croix | 1842         | huile sur toile                      | 370 × 202 cm     | Église Sainte-Marie de Saint-Étienne     | Base POP              |
|       | Portrait     | Les Deux Sœurs (Aline & Adèle, sœurs de Théodore)                                                                             | 1843 (salon) | huile sur toile                      | 180 × 135 cm     | musée du Louvre                          | Notice Musée          |
|       | Mythologie   | Apollon et Daphné | 1844 vers    | huile sur toile                      | 53 × 35 cm       | musée du Louvre                          | Base Cartel           |
|       | Religieux    | Christ au Jardin des oliviers                                                                                                 | 1844         | huile sur toile                      | 500 × 340 cm     | Abbaye Sainte-Marie de Souillac          | Patrimoines Occitanie |
|       | Portrait     | Portrait de femme | 1844         | huile sur panneau                    | 51 × 36 cm       | Collection privée Vente Sotheby's 1995   | Invaluable            |
|       | Allégorie    | La Paix (fragment de La Paix protectrice des Arts et des Travaux de la terre)                                                 | 1844-1848    | huile sur enduit transposé sur toile | 342 × 361 cm     | Musée du Louvre                          | Cartel du Louvre      |
|       | Allégorie    | La Force et l'Ordre Décor de la Cour des comptes                                                                              | 1844-1848    | huile sur enduit transposé sur toile | 246 × 221 cm     | Musée du Louvre                          | Cartel du Louvre      |
|       | Orientalisme | Les Marchands orientaux dans un port occidental Décor de la Cour des comptes                                                  | 1844-1848    | fresque transposé sur toile          | 325 × 310 cm     | Musée du Louvre                          | Base Joconde          |
|       | Orientalisme | Le Khalife de Constantine Ali ben Ahmed, chef des Haraktas, suivi de son escorte                                              | 1845         | huile sur toile                      | 325 × 260 cm     | Château de Versailles                    | Collection            |
|       | Histoire     | La Servante de Cléopâtre partie de La Mort de Cléopâtre détruite par Chassériau après le refus du Salon                       | 1845         | huile sur toile                      | 63 × 53 cm ovale | Musée des Beaux-Arts de Marseille        | Base Joconde          |
|       | Orientalisme | La Captive | 1845-1850    | huile sur toile                      | 46 × 38 cm       | Musée des Beaux-Arts de Reims            | Musée                 |
|       | Littéraire   | Sappho se précipitant dans la mer du rocher de Leucade                                                                        | 1846         | aquarelle                            | 37 × 23 cm       | Cabinet des dessins, musée du Louvre     | Collection            |
|       | Portrait     | Le Comte Émile Desages | 1848         | huile sur toile                      | 146 × 107 cm     | Paris, Ministère des Affaires étrangères |                       |
|       | Portrait     | Mademoiselle Cabarrus | 1848         | huile sur toile                      | 135 × 98 cm      | musée des beaux-arts de Quimper          | Musée                 |
|       | Littéraire   | Le Coucher de Desdémone | 1849         | huile sur bois                       | 42 × 32 cm       | musée du Louvre                          | Base Joconde          |
|       | Orientalisme | Femme et Fillette de Constantine avec une gazelle                                                                             | 1849         | huile sur bois                       | 29 × 37 cm       | Musée des Beaux-Arts de Houston          | Expo Met.             |
|       | Orientalisme | Danseuses marocaines. La Danse des mouchoirs                                                                                  | 1849         | huile sur bois                       | 32 × 140 cm      | Musée du Louvre                          | Base Joconde          |
|       | Histoire     | Sappho | 1849         | huile sur bois                       | 27 × 21 cm       | Musée d'Orsay                            | Base Joconde          |
|       | Littéraire   | Desdémone (Le chant du saule)                                                                                                 | 1849         | huile sur bois                       | 35 × 27 cm       | Metropolitan Museum, New York            | Musée                 |
|       | Orientalisme | Caïd visitant un douar | 1849         | huile sur toile                      | 142 × 120 cm     | Musée du Louvre, Paris                   | Base Joconde          |
|       | Orientalisme | Un bain au sérail | 1849         | huile sur bois                       | 50 × 132 cm      | Musée du Louvre, Paris                   | Base Joconde          |
|       | Orientalisme | Juives au balcon à Alger | 1849         | huile sur bois                       | 38 × 125 cm      | Musée du Louvre, Paris                   | Base Joconde          |

## De 1850 à 1856
| Image | Thème        | Titre                                                                                | Date         | Technique         | Dimensions     | Lieu de Conservation                                     | Référence           |
| ----- | ------------ | ------------------------------------------------------------------------------------ | ------------ | ----------------- | -------------- | -------------------------------------------------------- | ------------------- |
|       | Portrait     | Alexis-Charles-Henri Cléral de Tocqueville                                           | 1850         | huile sur toile   | 131 × 98 cm    | Château de Versailles                                    | Collection          |
|       | Portrait     | Femme de pêcheur de Mola di Gaete embrassant son enfant                              | 1850 (salon) | huile sur bois    | 17 × 12 cm     | Musée du Louvre                                          | Base Joconde        |
|       | Orientalisme | Nu dans un harem                                                                     | 1850-1852    | huile sur panneau | 46 × 38 cm     | Collection particulière                                  | Webgallery          |
|       | Littéraire   | Othello et Desdémone à Venise                                                        | 1850         | huile sur panneau | 25 × 20 cm     | Paris, musée du Louvre                                   | Base Joconde        |
|       | Nu           | Baigneuse endormie près d'une source                                                 | 1850         | huile sur toile   | 137 × 210 cm   | Avignon, Musée Calvet                                    | Musée               |
|       | Religieux    | Saint Philippe baptisant l'eunuque de la reine d'Éthiopie                            | 1850         | huile sur toile   | 137 × 210 cm   | Chapelle des fonts baptismaux Église Saint-Roch de Paris |                     |
|       | Orientalisme | Cavaliers arabes emportant leurs morts, après une défaite contre des Spahis          | 1850         | huile sur toile   | 169 × 252 cm   | Fogg Art Museum, Harvard                                 | Musée               |
|       | Orientalisme | Cavaliers arabes emportant leurs morts, après une défaite contre des Spahis          | 1852         | huile sur bois    | 32 × 46 cm     | Paris, musée du Louvre                                   | Base Joconde        |
|       | Littéraire   | Roméo et Juliette esquisse                                                           | 1850 vers    | huile sur toile   | 50 × 61 cm     | musée du Louvre                                          | Base Joconde        |
|       | Mythologie   | Ariane abandonnée                                                                    | 1850 vers    | huile sur toile   | 20 × 132 cm    | musée du Louvre                                          | Base Joconde        |
|       | Religieux    | Le Bon Samaritain esquisse                                                           | 1850-1855    | huile sur toile   | 49 × 59 cm     | musée du Louvre                                          | Base Cartel         |
|       | Orientalisme | Scène dans le quartier juif de Constantine                                           | 1851         | huile sur toile   | 57 × 47 cm     | Metropolitan Museum, New York                            | Musée               |
|       | Littéraire   | Une jeune fille cosaque trouve Mazeppa évanoui sur le cheval sauvage                 | 1851         | huile sur bois    | 46 × 37 cm     | Musée des Beaux-Arts de Strasbourg                       | Musée               |
|       | Orientalisme | Chefs de tribus arabes se défiant en combat singulier, sous les remparts d'une ville | 1852         | huile sur toile   | 91 × 118 cm    | Paris, musée d'Orsay                                     | Musée               |
|       | Religieux    | Le Christ chez Marthe et Marie                                                       | 1852         | huile sur toile   | 117 × 79 cm    | Église Sainte-Marie-Madeleine de Marcoussis              | Tribune de l'art    |
|       | Orientalisme | Marchand arabe présentant une jument                                                 | 1852         | huile sur bois    | 40 × 54 cm     | Palais des Beaux-Arts de Lille                           | Musée               |
|       | Portrait     | Petra Camara                                                                         | 1852         | huile sur bois    | 32 × 23 cm     | musée des beaux-arts de Budapest                         | Musée               |
|       | Nu           | Femme nue debout                                                                     | 1852-1853    | huile sur toile   | 84 × 38 cm     | Musée Ingres, Montauban                                  | Base Joconde        |
|       | Orientalisme | Tepidarium de Pompéi                                                                 | 1853         | huile sur toile   | 171 × 258 cm   | Musée d'Orsay, Paris                                     | Musée               |
|       | Religieux    | Descente de Croix                                                                    | 1853         | fresque           | 214 × 525 cm   | Église Saint-Philippe-du-Roule                           | Patrimoine-Histoire |
|       | Orientalisme | Le Tepidarium, au thermes de Pompéi                                                  | 1854         |                   | 68 × 135 cm    | Gezira Museum, Caire                                     | Musée               |
|       | Littéraire   | Le Spectre de Banquo                                                                 | 1854         | huile sur bois    | 53 × 65 cm     | Musée des Beaux-Arts de Reims                            | Base Joconde        |
|       | Littéraire   | Macbeth suivi de Banquo rencontre les Trois Sorcières sur la Lande                   | 1854         | huile sur bois    | 72 × 90 cm     | Musée d'Orsay, Paris                                     | Base Joconde        |
|       | Littéraire   | Macbeth. L'Apparition des rois esquisse                                              |              | huile sur toile   | 61 × 50 cm     | Musée des Beaux-Arts de Valenciennes                     | Base Joconde        |
|       | Orientalisme | Intérieur de Harem                                                                   | 1854         | huile sur toile   | 67 × 54 cm     | Musée des beaux-arts de Strasbourg                       | Musée               |
|       | Religieux    | Saint François Xavier baptisant les Indiens                                          | 1854         | huile sur toile   | 81 × 43 cm     | Musée Salies, Bagnères-de-Bigorre                        | Musée               |
|       | Orientalisme | Bataille de cavaliers arabes autour d'un étendard                                    | 1854         | huile sur toile   | 53 × 65 cm     | musée d'Art de Dallas                                    | Musée               |
|       | Histoire     | Femme suppliante Etude                                                               | 1854 vers    | huile sur toile   | 56 × 46 cm     | Musée des Beaux-Arts et d'Archéologie, Besançon          | Musée               |
|       | Orientalisme | Combat de cavaliers arabes                                                           | 1855         | huile sur panneau | 32 × 65 cm     | Fogg Art Museum, Harvard                                 | Musée               |
|       | Histoire     | La Défense des Gaules par Vercingétorix                                              | 1855         | huile sur toile   | 533 × 1 400 cm | Clermont-Ferrand, Musée d'Art Roger-Quilliot             | Base Joconde        |
|       | Orientalisme | Tête de jeune algérienne juive                                                       | 1855         | huile sur toile   | 53 × 40 cm     | Collection privée, Vente 2009                            | Catalogue Sotheby's |
|       | Portrait     | Etude de guerrier                                                                    | 1855 vers    | huile sur toile   | 43 × 32 cm     | Musée d'Art Roger-Quilliot, Clermont-Ferrand             | Base Joconde        |
|       | Histoire     | Empereur romain à cheval et son esclave frappés par la foudre esquisse               | 1855-1856    | huile sur toile   | 197 × 131 cm   | Musée des Beaux-Arts de Rouen                            | Base Joconde        |
|       | Biblique     | Suzanne et les Vieillards                                                            | 1856         | huile sur bois    | 40 × 31 cm     | Musée du Louvre                                          | Base Joconde        |
|       | Biblique     | L'Adoration des mages                                                                | 1856         | huile sur bois    | 40 × 31 cm     | Petit Palais, Paris                                      | Paris Musées        |
|       | Orientalisme | Intérieur de Harem esquisse                                                          | 1856         | huile sur toile   | 55 × 66 cm     | Musée du Louvre, Paris                                   | Base Joconde        |

## Dates non documentées
| Image | Thème        | Titre                               | Date | Technique         | Dimensions           | Lieu de Conservation                               | Référence           |
| ----- | ------------ | ----------------------------------- | ---- | ----------------- | -------------------- | -------------------------------------------------- | ------------------- |
|       | Orientalisme | Halte de Spahis auprès d'une Source |      | huile sur toile   | 73 × 192 cm esquisse | Musée du Louvre                                    | Base Joconde        |
|       | Animalier    | Cheval bai                          |      | huile sur toile   | 60 × 72 cm           | Musée de la Chartreuse de Douai                    | Musenor             |
|       | Orientalisme | Odalisque Couchée                   |      | huile sur panneau | 50 × 22 cm           | Collection privée, Vente 2007                      | Mutualart           |
|       | Nu           | Homme nu                            |      | huile sur toile   | 21 × 34 cm           | Collection privée, Vente 2009                      | Catalogue Sotheby's |
|       | Histoire     | Invasions barbares                  |      | aquarelle         | 33 × 43 cm           | Département des arts graphiques du musée du Louvre | Base Joconde        |
|       | Portrait     | Tête de vieillard                   |      | huile sur toile   | 38 × 29 cm           | Musée du Louvre                                    | Base Joconde        |
|       | Animalier    | Cheval blanc de profil à gauche     |      | huile sur toile   | 59 × 173 cm          | Musée du Louvre                                    | Base Joconde        |